# Поют жаворонки (фильм)
«Пою́т жа́воронки» — художественный фильм по одноимённой пьесе Кондрата Крапивы.

## Сюжет
Бригадир колхоза «Новая нива» Микола Верас и агротехник колхоза «Светлый путь» Настя собираются пожениться. Но оба — из разных колхозов, и возникает проблема: где жить молодожёнам. В «Новой ниве» выше заработки, и дают больше хлеба на трудодень, но нет электричества, радио, клуба. Председатель колхоза Пытлеванный считает всё это несущественными мелочами. На помощь молодой паре приходит обком партии. Вскрыв ошибки председателя, партийное руководство указывает ему на недопустимость такого состояния дел в социальной сфере. Осенью, вырастив богатый урожай и получив свет в свои дома, Микола и Настя празднуют свадьбу.

## В ролях
| Актёр            | Роль                              |
| ---------------- | --------------------------------- |
| Лилия Дроздова   | Настя                             |
| Иван Шатилло     | Микола Верас                      |
| Лидия Ржецкая    | Авдотья, мать Насти               |
| Вера Полло       | Павлина, подруга Насти            |
| Владимир Дедюшко | Пытлеванный, председатель колхоза |
| Глеб Глебов      | Сымон Верас, отец Миколы          |
| Павел Молчанов   | секретарь обкома                  |

## Съёмочная группа
- Автор сценария: Кондрат Крапива
- Режиссёры-постановщики: Владимир Корш-Саблин, Константин Санников
- Оператор: Гинцбург, Александр Ильич
- Художник: Ганкин, Евгений Маркович
- Композитор: Григорий Пукст